# George Hay, 5. Marquess of Tweeddale
George Hay, 5. Marquess of Tweeddale (* 12. Juli 1758; † 4. Oktober 1770), war ein britischer Peer.
Er war der jüngere Sohn des John Hay, 4. Marquess of Tweeddale (1695–1762), aus dessen Ehe mit Lady Frances Carteret († 1788), Tochter des John Carteret, 2. Earl Granville. Da sein älterer Bruder John Hay (* 1751) jung gestorben war, erbte er im Dezember 1762 im Alter von vier Jahren beim Tod seines Vaters dessen schottische Adelstitel als 5. Marquess of Tweeddale, 6. Earl of Tweeddale, 5. Earl of Gifford, 5. Viscount of Walden und 13. Lord Hay of Yester. Als er selbst 1770 im Alter von nur zwölf Jahren starb, fielen seine Adelstitel an seinen Onkel George Hay als 6. Marquess.